# Паранине
Пара́нине — село в Україні, у Звягельському районі Житомирської області. Населення становить 337 осіб. Входить до складу Ємільчинської селищної громади.

## Історія
У 1906 році — слобода Емільчинської волості Новоград-Волинського повіту Волинської губернії. Відстань від повітового міста 54 версти, від волості 13. Дворів 56, мешканців 278.
Створена 21 жовтня 1925 року в складі слободи Паранине та урочища Жужель Янче-Рудненської сільської ради Емільчинського (згодом — Ємільчинський) району Коростенської округи. 13 липня 1927 року реорганізована у польську національну сільську раду.
Станом на 1 вересня 1946 року сільська рада входила до складу Ємільчинського району Житомирської області, на обліку в раді перебували с. Паранине та х. Жужель.
Ліквідована 11 серпня 1954 року, відповідно до указу Президії Верховної ради Української РСР «Про укрупнення сільських рад по Житомирській області», територію та населені пункти ради приєднано до складу Малоглумчанської сільської ради Ємільчинського району Житомирської області.